# Gorgon Stare
Gorgon Stare ist ein Aufklärung- und Überwachungssystem der United States Air Force, welches an der MQ-9 Reaper-Drohne genutzt werden soll. Der Name basiert auf dem Blick oder Starren (englisch stare) der Gorgonen – drei Figuren der griechischen Mythologie, deren Blick die Menschen zu Stein erstarren ließ.

## Technik und Hintergrund
Das System besteht aus zwei Behältern (Pods), die unter den beiden inneren Unterflügelstationen der MQ-9 mitgeführt werden. Der eine Sensorbehälter beinhaltet ein Aufklärungssystem, während der zweite Pod umfassende Rechen- und Speicherkapazitäten bietet. Diese Kombination soll es ermöglichen, Bilder zu erstellen, worauf ganze Dörfer oder Landschaften dreidimensional dargestellt werden können. Dies soll gerade den Bodentruppen vor Ort umfassendere Lagebilder bieten und es gleichzeitig dem Gegner unmöglich machen vorherzusagen, welches Gebiet die Drohne genau überwacht. Die aufgrund der Vielzahl an Kameras enorme Datenmenge kann nicht über Datenlinks live an Bodenstationen gesendet werden, was die Speicherkapazitäten im zweiten Pod bedingt.
Aufgrund des hohen Gewichts können mit Gorgon Stare ausgerüstete MQ-9 keine zusätzliche Bewaffnung mehr tragen. Das Übertragen von Live-Bildern vom vorhandenen Aufklärungssystem im Rumpf bleibt jedoch weiterhin möglich. Erste Einsätze des Systems sollten im Winter 2010/2011 erfolgen. Die DARPA hat einen Zuschuss für die Software Mind’s Eye gewährt, die in diesem Zusammenhang benutzt werden soll.

### Phase 1
Die erste Version („Increment 1“) wurde im März 2011 eingeführt. Bei Increment 1 besteht der Sensorkopf aus neun Videokameras, die eine Überwachung einer Fläche von 16 km² ermöglichen. Die Pods sollten einen Systempreis von 17,5 Mio. US-Dollar haben und rund 1100 Pound (rund 500 kg) wiegen.
Laut einer Pressemeldung brachten die auf der Eglin Air Force Base durchgeführten Tests erhebliche Mängel am System zu Tage. So wurde im Januar 2011 geschrieben, dass das System nicht den Erwartungen entsprach und Fehler auftauchten. Es wurde bemängelt, dass die Infrarot-Fähigkeiten zu schlecht seien, beim Echtzeit-Datentransfer Verzögerungen von 12 bis 18 Sekunden auftraten und die Bildqualität allgemein schlechter als bei vorherigen Systemen war. Auch gab es bedingt durch Fehler in der Software, die die einzelnen Bildausschnitte zu einem Gesamtbild zusammensetzen sollte, den Effekt, dass sich schwarze Dreiecke durch die Bilder bewegten. Bemängelt wurde ebenfalls, dass eine hohe Bildqualität erst durch das Auslesen der Bilddaten aus dem Pod am Boden möglich ist, was zu großen Zeitverzögerungen führt.
Die US Air Force gab daraufhin bekannt, dass der Großteil der Fehler zum Zeitpunkt der Veröffentlichung bereits behoben sei und die Konzeption des Systems nie auf hochauflösende Bilder ausgerichtet war, sondern einen 3D-Überblick über das aufgeklärte Gebiet liefern soll.

### Phase 2
In der zweiten Version („Increment 2“) wurden Algorithmen und Systeme des ARGUS-IS, eines im Auftrag der DARPA entwickelten Systems, integriert. Der Entwickler Sierra Nevada Corporation gab am 1. Juli 2014 bekannt, dass die Initial Operating Capability (IOC) früher im Jahr 2014 erreicht wurde. Mit Increment 2 kann eine Fläche von 100 km² erfasst werden. Das System besteht aus 368 Kameras, die aus den Einzelbildern mit 5 Millionen Pixel ein Gesamtbild von 1,6 Milliarden Pixel erzeugen. Durch das Aufzeichnen der Videos mit zwölf Bildern pro Sekunde werden so mehrere Terabyte Daten pro Minute erzeugt.